# Haán András
Haán András (Budapest, 1946. június 19. – Solymár, 2021. január 5.) válogatott magyar kosárlabdázó, vitorlázó, olimpikon, szívsebész. 1964-ben kosárlabdában, 1976-ban vitorlázásban vett részt az olimpián. Sorozatban háromszor volt az év vitorlázója Magyarországon (1974, 1975, 1976).

## Pályafutása
Haán István és Kovarszky Zsuzsa gyermekeként született.
1960 és 1969 között a VTSK kosárlabdázója volt. 1964–65-ban hét alkalommal szerepelt a a válogatottban. Részt vett az 1964-es tokiói olimpián, ahol a csapattal a 13. helyen végzett. Egy térdsérülés miatt fiatalon abbahagyta a kosárlabdázást.
1960 és 1968 között a Bp. Előre, 1969 és 1984 között a BKV Előre vitorlázója volt. 1970 és 1982 között tíz magyar bajnoki címet szerzett finn dingi hajóosztályban. 1972 és 1980 között a válogatott keret tagja volt. Az 1976-os montréali olimpián a 17. helyen végzett ugyanebben a versenyszámban. 1974 és 1976 között sorozatban háromszor volt az év vitorlázója Magyarországon.
A Semmelweis Egyetemen általános orvosi, majd sebész szakvizsgát tett. A SOTE III. sz. Sebészeti Klinika, a MÁV Kórház, munkatársa majd a majd az Országos Kardiológiai Intézet főorvosa volt. Szívsebészként közel kétezer műtét végzett. Dolgozott Angliában és az Amerikai Egyesült Államokban is.

## Sikerei, díjai
- az év vitorlázója (1974, 1975, 1976)

Finn dingi
- Magyar bajnokság
  - bajnok (10): 1970, 1972, 1974, 1975, 1976, 1977, 1978, 1979, 1980, 1982
  - 2.: 1969
  - 3.: 1981